# Väike Siimurahu
Väike Siimurahu é uma pequena ilha desabitada no Mar Báltico que pertence à Estónia.
É administrada pela aldeia continental de Puise na freguesia de Ridala, condado de Lääne. Outras ilhas próximas incluem Tagarahu, Paljarahu, Esirahu e Mustarahu.